# Rosemarie Ehm-Schulz
Rosemarie Ehm-Schulz, geb. Rosemarie Schulz, gesch. Rosemarie Lettow-Schulz (* 26. September 1922 in Steinau an der Oder, Provinz Niederschlesien; † 5. September 2005 in Neustrelitz) war eine deutsche Tänzerin und Choreografin.

## Leben
Rosemarie Schulz wuchs auf als Tochter eines Ingenieurs. Sie erhielt eine Tanzausbildung in Berlin und war von 1942 bis 1947 Tänzerin am Theater Osnabrück. Anschließend machte sie eine Ausbildung zur Ballettmeisterin und wurde 1953 Ballettmeisterin am Staatlichen Volkskunst-Ensemble Berlin sowie am Gesangs- und Tanz-Ensemble des FDGB Weimar.
1954 war sie Mitbegründerin des Staatlichen Dorfensembles der DDR, ab 1972 Staatliches Folklore Ensemble der DDR, das zunächst im Schloss Neetzow und ab 1960 in Neustrelitz beheimatet war. Als Choreografin verantwortete sie bis Ende 1987 die Darbietungen des Ensembles.
Seit 1959 war sie in zweiter Ehe mit Heinz-Andreas Ehm, dem Leiter des Ensembles ab 1960, verheiratet. Cornelia Nenz ist eine ihrer Töchter.

## Auszeichnungen
- Nationalpreis der DDR III. Klasse für Kunst und Literatur für ihr künstlerisches Gesamtschaffen als Ballettdirektorin und Choreographin